# Dazhbog
Dazhbog (o Dazhdbog, entre otras variantes), en la mitología eslava, es el dios de la luz y el sol, venerado por los pueblos eslavos precristianos por representar la luz y el calor del sol que da vida.
Según el mito, Dazhbog era esposo de Chislobog o Nochuna (La diosa lunar) y sus hijas eran estrellas. Castigaba a los malvados y premiaba a los virtuosos (personas buenas) con objetos valiosos; su nombre significa "dispensador de todas las riquezas". Vivía en el Rai, una tierra exuberante de verano eterno, que se encontraba en el este. Cruzaba el cielo en un carro tirado por cuatro caballos blancos con alas de oro, produciendo la luz de sol con un "escudo de fuego". Él era responsable de fertilidad de la tierra, mientras que la gente se llamaba orgullosamente "Los nietos de Dazhbog".

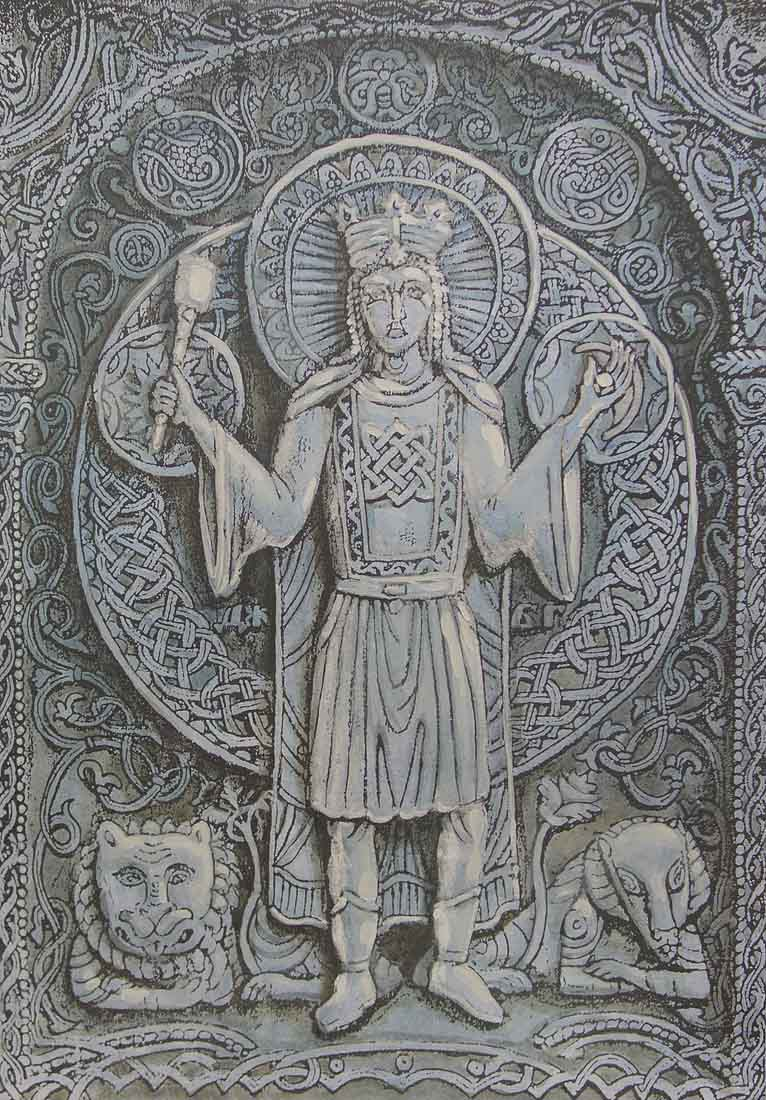
Dazhbog, dios del sol eslavo.

Zorya; estas deidades son en realidad una sola deidad en dos manifestaciones: la estrella de la mañana, la estrella de la tarde. Estas guardianas protegen a Dažbog, el Sol, dios y padre todo a la vez. Mientras que Zorya Vechernyaya, la más vieja, le abre la puerta a su padre al volver después de todo el día, Zorya Utrennyaya vela por su partida a la mañana siguiente. 